# Нана Аніма Віафе-Акентен
Нана Аніма Віафе-Акентен (англ. Nana Anima Wiafe-Akenten) — ганська лінгвістка і ведуча на телебаченні і радіо. Завідувачка кафедри Акан-Нзем Коледжу мовної освіти в кампусі Аджумако Університету освіти, Віннеба в Гані. Перша, хто здобула докторський ступінь, захистивши дисертацію мовою чві.

## Життєпис
Аніма народилася в Атвіма-Офоазе в регіоні Ашанті. Виросла в сім'ї академіків. Одружена з доктором Чарльзом Б. Віафе-Акентеном, викладачем факультету психології Університету Гани. Її перша дитина, доктор Майкл Віафе-Квагьян, викладач ботаніки в тому ж університеті. Також є три дочки — Нана Адво, Аво Асантеваа і Охенемаа Віафеваа.

## Освіта
Здобула середню освіту в середній школі Св. Рози в Акватії в Східній області від 1991 до 1993 року. Закінчила Університет Гани зі ступенем бакалавра мистецтв у галузі лінгвістики та театрального мистецтва (використання театру для вищої освіти) 1995 року. Здобула ступінь доктора наук в Університеті Гани в липні 2017 року за вивчення ганських мов (Akan Linguistics — Media Discourse). Вона написала дисертацію мовою чві, ставши першою людиною, хто це зробив. За її словами, основною складністю написання академічної статті мовою чві був правильний переклад цитат і наукової термінології з англійської мови.

## Робота в медіа
Аніма працювала на телеканалі GTV від 2003 до 2013 року. Вона також вела програму Amammerefie на місцевій радіостанції Asempa FM від 2008 до 2010 року. Крім того, працювала керівницею новин аканськими мовами в Top Radio і Radio Universe, в Аккрі.

## Громадська робота
Доктор Аніма заснувала Фонд «Language Watch Foundation», з метою боротьби з використанням ненормативної лексики в ефірі, і центр мови та медіа Nananom для навчання людей навичок письма мовою чві, добору слів, публічних виступів, використання прислів'їв і заборонених слів.